# Берлински зоолошки врт
Берлински зоолошки врт је један од највећих зоолошких вртова у Немачкој са изузетно великим бројем животињских врста. Налази се у Тиргартену, у самом центру Берлина поред С-возне и железничке станице.
Са затвореним акваријумом, зоолошки врт је један од симбола Берлина. Као први немачки зоо-врт, отворен је 1. августа 1844. Прве животиње врту је поклонио пруски краљ Фридрих Вилхелм IV. Током Другог светског рата цео зоо-врт је уништен, а преживела је само 91 животиња.
Данас се у врту налази отприлике 14.000 животиња и 1.500 врста на 35 хектара површине заједно са великим бројем старих дрвећа и историјских животињских кућа. Атракција врта је велика панда, која се може видети само у неколико зоолошких вртова у свету. Све животиње се налазе у боксовима који су пројектовани специјално за њихове биолошке потребе.
Берлински зоолошки врт је најфрекфентнији у Европи са отпирилке 2,6 милиона посетилаца током читаве године. Отоврен је током целе године и до њега се може лако доћи јавним транспортом. Посетиоци могу ући у врт кроз егзотичну „Слон капију“ поред акваријума у Будимпештанској улици (Budapester Straße) или кроз „Лављу капију“ из Харденбергплаца.
У Берлину се налази још један зоолошки врт, Тирпарк Фридрихсфелде, који се налази у источном делу града.